# دائرة جراند ريفيري دونورد
دائرة جراند ريفيري دونورد هي إحدى الدوائر السبع في الإدارة الشمالية في هايتي، يبلغ عدد سكانها 50,692 في إحصائيات أغسطس 2003، تتبعها بلديتان، ورمزها البريدي يبدأ بالرقم 13.